# Antonivka, Șpola
Antonivka (în ucraineană Антонівка) este localitatea de reședință a comunei Antonivka din raionul Șpola, regiunea Cerkasî, Ucraina. În secolul al XIX-lea, satul făcea parte din volostul Mokra Kalîhirka, uezdul Zvenîhorodka.

## Demografie
Componența lingvistică a localității Antonivka
     Ucraineană (98,51%)
     Rusă (1,49%)
Conform recensământului din 2001, majoritatea populației localității Antonivka era vorbitoare de ucraineană (98,51%), existând în minoritate și vorbitori de rusă (1,49%).